# Злая красная планета (фильм)
«Злая красная планета» («Грозная красная планета», англ. The Angry Red Planet) — американский научно-фантастический художественный фильм, поставленный режиссёром Ибом Мельхиором по сюжету Сиднея Пинка и вышедший 23 ноября 1959 года.

## Сюжет
Земная экспедиция, отправленная на Марс, в какой-то момент перестала выходить на связь и была объявлена пропавшей. Через 61 день ракету обнаруживают на земной орбите. Военные под началом генерала Джорджа Тригера, ответственные за проект, не уверены в наличии выживших, но принимают решение доставить ракету на Землю, чтобы получить информацию о полёте по данным, зафиксированным приборами. Ракета успешно приземляется на военной базе. Из экипажа выжили только доктор Айрис Райан, биолог, и полковник Томас О’Бэньон. У него на руке обнаружена некая быстро растущая зелёная опухоль. Записи с корабельных приборов стерты при неизвестных обстоятельствах, поэтому врачи не имеют никакого представления о новой болезни. Они принимают решение поговорить с доктором Райан. Она вспоминает все, что произошло со дня старта.
В экспедицию отправились четверо человек. Кроме Айрис, на борту присутствовали:
- полковник Томас О’Бэньон, командир корабля;
- профессор Теодор Готелл, создатель ракеты;
- старший уоррент-офицер Сэм Джекобс, инженер.

После старта все шло нормально, но неожиданно поднялся уровень радиации — мимо корабля проходит радиоактивный метеор. Вскоре корабль успешно приземляется на Марс. Люди начинают исследование планеты. Изучив все, что можно изучить, не покидая корабль, они выходят на планету. Полковник чувствует, что на планете есть что-то, вероятно, разумная жизнь. Непосредственно перед выходом Айрис видит в иллюминаторе существо, которое пугает её (вспомнить его внешность в больнице она не может). Воспоминание настолько пугает её, что она не в состоянии рассказывать дальше. Медики принимают решение применить к ней методы наркотического воздействия. Подслушав их разговор, Айрис даёт согласие. Под наркозом она продолжает вспоминать произошедшее.
Её коллеги смотрят в иллюминатор, но никого там не обнаруживают. Они выходят из ракеты и приступают к исследованию. Выясняется, что марсианские растения не содержат хлорофилла, зато у них имеется нервная система. Одно из растений захватывает Айрис. Сэм уничтожает растение из ультразвукового ружья. Люди возвращаются в ракету. Полковник уверен, что есть и другие существа, профессор — в том, что они наблюдают за экспедицией. Когда приходит время радиоконтакта с Землёй, Сэм обнаруживает отсутствие радиосвязи. Все сигналы возвращаются обратно.
На следующий день люди снова выходят из ракеты и обнаруживают, что ландшафт полностью изменился. Появляется, в частности, некое растение, напоминающее гигантский гибрид летучей мыши и насекомого. При ближайшем рассмотрении оно оказывается живым и очень агрессивным. Ультразвуковое ружьё срабатывает только при выстреле в глаза.
Вскоре после этого люди обнаруживают озеро какого-то масла. Они возвращаются на ночь в ракету под наблюдением марсианского существа. О’Бэньон и Готелл решают немедленно вернуться на Землю, но ракета почему-то не взлетает. Люди решают продолжить исследования, начиная с озера. Посреди озера они обнаруживают футуристический город и решают приблизиться к нему, но из-под воды на их пути выныривает гигантский монстр. Ультразвуковое ружьё оказывается неэффективным, и люди бегут к ракете. Монстр вылезает из озера и следует за ними. За всем наблюдает трехглазый марсианин. У самой ракеты монстр поглощает Сэма и окружает ракету со всех сторон. У полковника на руке обнаруживается зелёная опухоль. Айрис высказывает догадку, что существо, напавшее на корабль — гигантская амёба, способная уничтожить ракету. Томас придумывает способ убить амёбу — пропустить ток через внешнюю оболочку корабля. План срабатывает. Когда амёба распадается, О’Бэньон видит на приборах, что силовое поле, мешавшее им взлететь, убрано. Марсиане присылают землянам по радио предупреждение, но какое именно, Айрис не помнит. При взлёте ракеты, с Готеллом происходит сердечный приступ на стрессовой почве, и в полёте он умирает. Поднявшись к О’Бэньону, Айрис видит, что опухоль на его руке разрослась. Договорив, она теряет сознание. Врач приходит к выводу, что шанс спасти О’Бэньона есть. Несмотря на переутомление, Айрис берется за поиск способа лечения и находит его. О’Бэньона лечат. В палату приносят магнитофон с единственной сохранившейся записью — предупреждением марсиан: они давно изучают Землю и пришли к выводу, что земляне слишком агрессивны для цивилизованного контакта, поэтому в случае дальнейших попыток прибытия на Марс без приглашения жизнь на Земле будет уничтожена.

## В ролях
- Джеральд Мор — полковник Томас О’Бэньон, командир корабля;
- Нора Хейден — доктор Айрис Райан, биолог;
- Лес Тремейн — профессор Теодор Готелл, создатель ракеты;
- Джек Крушен — старший уоррент-офицер Сэм Джекобс, инженер;
- Пол Хан — генерал Джордж Тригер, руководитель проекта по отправке ракеты на Марс;
- Дж. Эдвард МакКинли — профессор Пол Вайнер, один из участников проекта;
- Том Дэйли — доктор Фрэнк Гордон, врач, лечащий О’Бэньона и Райан после их возвращения на землю;
- Фред Росс — фоторепортёр из ВВС;
- Дэвид де Хевн — фоторепортёр из ВВС.

### Участники брифинга
- Дон Ламон — ведущий теленовостей (в эпизоде с освящением СМИ возвращения ракеты)/голос марсианина (отправивший предупреждение);
- Эдвард Иннес — бригадный генерал Алан Прескотт;
- Гордон Барнс — майор Лайман Росс;
- Джек Хэддок — полковник Дэвис.

### Персонал больницы
- Брэнди Брайан — медсестра Хэйс;
- Джоан Фицпатрик — медсестра Диксон;
- Дьюк Мюллер — доктор Мюллер;
- Уильям Рэмик — доктор Холи.

### В титрах не указаны
- Ричард Бакстер — человек за монитором на космодроме;
- Ральф Брукс — охранник на брифинге;
- Тэд Кэссиди — марсианин;
- Билли Кертис — марсианин.

## Производство
Идея фильма принадлежит кинопродюсеру Сиднею Пинку, который написал набросок сценария и показал его Ибу Мельхиору. Мельхиор предложил помощь в написании сценария фильма, в случае если Пинк доверит ему режиссуру.
Фильм стал первой полнометражной работой Иба Мельхиора, к тому моменту уже известному писателю, сценаристу и режиссёру. Ему был предоставлен бюджет в 190 000 долларов и десять дней на съёмки.
Для создания сцен на поверхности Марса использовалась технология CineMagic, изобретённая в то время Норманом Маурером.